# Temistocle Solera

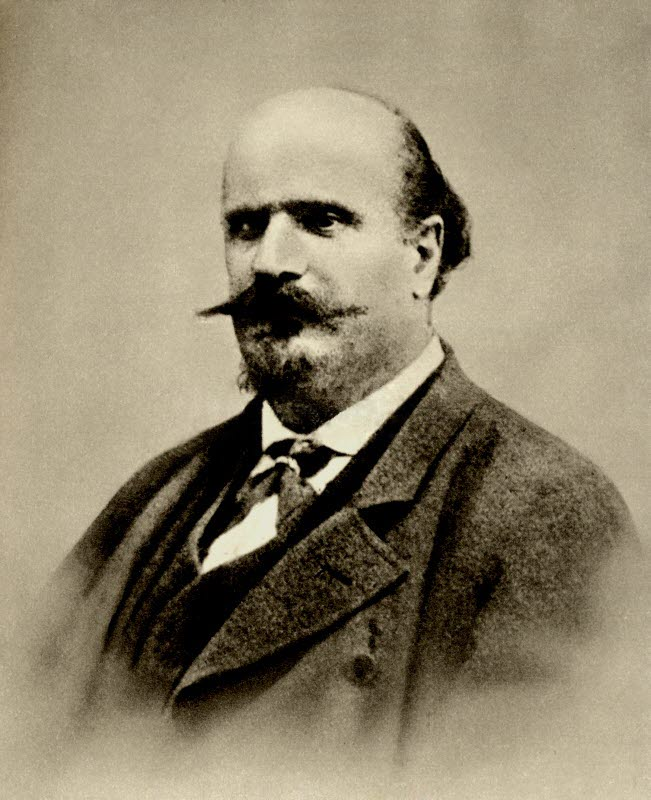
Temistocle Solera

Temistocle Solera (* 25. Dezember 1815 in Ferrara; † 21. April 1878 in Mailand) war ein italienischer Dichter und Librettist. Er schrieb mehrere Libretti für Giuseppe Verdi; am bekanntesten wurde Nabucco.

## Leben
Nach literarischen und musikalischen Studien trat Temistocle Solera schon in jungen Jahren als Dichter und Romanautor hervor. Zwischen 1840 und 1845 schrieb er vier Opern auf eigene Libretti, hatte mit ihnen allerdings nicht den erhofften Erfolg. Gleichzeitig begann er, auch für andere Komponisten Libretti zu schreiben. Heute noch gespielt werden die von Giuseppe Verdi vertonten, von diesen wiederum am bekanntesten ist Nabucco (1842).
Im Jahre 1845 übersiedelte Solera nach Spanien, wo er in verschiedenen Städten als Dichter und Librettist wirkte. Eine wiederholte Zusammenarbeit verband ihn mit dem späteren Direktor des Konservatoriums von Madrid, Emilio Arrieta: Noch in Italien hatte er ihm das Libretto seiner eigenen Oper Ildegonda zur Verfügung gestellt. Mit der Komposition dieses Textes, seiner ersten Oper, hatte Arrieta großen Erfolg und gewann den Kompositionspreis der Mailänder Scala. In Spanien verfasste Solera für ihn das Libretto La conquista di Granata (Die Eroberung Granadas).
In seinen letzten Lebensjahren kehrte Solera nach Italien zurück, wo er, der dem Neoguelfismus nahestand, sich im Hintergrund politisch betätigte und unter anderem als Botschafter zwischen Napoléon III. und Cavour fungierte.

## Werke
Opern
- Ildegonda (20. März 1840, Mailand, Teatro alla Scala)
- Il contadino d’Agliate (4. Oktober 1841, Mailand, Teatro alla Scala) (zweite Fassung: La fanciulla di Castelguelfo – 23. Oktober 1842, Modena)
- Genio e sventura (Juni 1843, Padua, Teatro Nuovo)
- La hermana de palayo (1845, Madrid, Teatro Real)

Libretti
- Oberto, Conte di San Bonifacio (Giuseppe Verdi, 1839)
- Gildippe ed Odoardo (Otto Nicolai, 1840)
- Galeotto Manfredi (Hermann, 1842)
- Nabucco (Giuseppe Verdi, 1842)
- I Lombardi alla prima crociata (Giuseppe Verdi, 1843)
- Giovanna d’Arco (Giuseppe Verdi, 1845)
- Attila (Giuseppe Verdi, 1846)
- Ildegonda (Emilio Arrieta, 1856)
- La conquista di Granata[1] (Emilio Arrieta, 1850)
- La fanciulla delle Asturie (Benedetto Secchi, 1856)
- Sordello (Antonio Buzzi, 1856)
- Pergolesi (Stefano Ronchetti-Monteviti, 1857)
- Vasconcello (Angelo Villanis, 1858)
- Una notte di festa (Angelo Villanis, 1859)
- L’espiazione (Achille Peri, 1861)
- Zilia (Gaspar Villate, 1877)